# Five Nights at Freddy’s 2
A Five Nights at Freddy’s 2 független fejlesztésű horrorjáték, melynek a tervezője és készítője Scott Cawthon. A játék történet szempontjából az első játék előtt játszódik. A játékos itt is egy biztonsági őrt alakít egy új és nagyobb étteremben, ahol a robotoknak újabb, úgynevezett "Játék" verziójuk is vannak.

## A történet
A főszereplő egy Jeremy Fitzgerald nevű személy, aki állást kapott az újranyitott Freddy Fazbear Pizzériában. Az előre felvett hangfelvételeken megtudjuk, hogy az előző őrt áttették a nappali műszakba, mivel azt állította hogy a robotok meg akarták támadni. Kiderül, hogy a robotok egy hiba miatt az éjjeliőrt egy felöltözetlen robotváznak látják, és bele akarják rakni őket egy tartalék Freddy Fazbear ruhába, ami egyenlő a biztos halállal. Kiderül az is, hogy előttük (a Toy robotok előtt) is voltak animatronikok (ezek a Withered robotok). Ők régi, leselejtezett elődei a Toy robotoknak, akiket alkatrészpótlás érdekében tartanak. Az éjszakák végén megtudjuk, hogy bezár a pizzéria, de később újra fog nyitni egy kisebb helyen ( Five Nights at Freddy's 1. része ), a toy robotokat meg leselejtezik.

## A játék
A játékmenet hasonló az előző játékhoz, annyi különbséggel hogy itt nincsenek ajtók. A két szellőzőt és az előttünk lévő folyosót lehet megvilágítani a nálunk lévő zseblámpával. Ha valamelyik robot a szellőzőből nézne ki, vagy előttünk állna, akkor fel tudunk venni egy üres Freddy Fazbear maszkot. Két robotra nem hat a maszk, az egyiket a zseblámpával rávilágítva, a másikat egy zenedoboz felhúzásával lehet megakadályozni, hogy támadjon. A játékban 7 éjszaka van, öt hivatalos és két bónusz.
A játékosnak éjféltől 6 óráig kell életben maradnia (ez körülbelül 7 perc és 6 másodperc valós időben) anélkül, hogy meghalna. Összesen 12 robot van. Van 5 megrongálódott robot, valamint azoknak a barátságosabb külsejű, ún. "Toy" (játék) verzióik. Ezen kívül egy lufiárus robot, Balloon Boy, egy marionett-báb, Golden Freddy, és lány róka, Mangle. A 12 roboton kívül még van 3 rendkívül ritka easter egg: Shadow Freddy, Shadow Bonnie és egy Endoskeleton.
Ha a játékos túléli a hatodik éjszakát elérhetővé válik a testre szabható éjszaka (Custom Night), ahol a játékos beállíthatja a robotok nehézségét. (1-20) Vannak előre beállított minták, amiket ha teljesít, plüssöket és egyéb dekorációt kap az iroda asztalára. A hetedik éjszaka kirúgják a karakterünket, mert bántotta a robotokat. Itt ér véget a történet.

## Minijátékok
A játékban ha meghalunk, ritkán elindulnak minijátékok. Ezek alacsony felbontású részei a játéknak, ahol egy a pizzériából megismert állatrobotot kell irányítanunk a WASD gombokkal. A minijátékok a játék rejtett történetét mesélik el, valamint háttér információkat szolgáltatnak.

## A játék szereplői
A régi állatrobotok,akiket csak alkatrésznek tartanak:
- Withered (Sorvasztott) Freddy: Az étterem kabalájának régi,összeroncsolódott modellje. Egy két méteres robotmedve. A folyosóról támad. Ha megjelenik előttünk, akkor gyorsan fel kell venni a maszkot, különben meghalunk.
- Withered (Sorvasztott) Bonnie: Bonnie, a nyúl, régi modellje. Az egyik karja és az arca hiányzik. A bal szellőzőből és a folyosóról jön. Withered Freddy-hez hasonlóan ha megjelenik előttünk, akkor gyorsan fel kell venni a maszkot.
- Withered (Sorvasztott) Chica: Chica régi modellje, akinek hiányoznak a kézfejei és leszakították az állkapcsát (bár nem teljesen). A jobb szellőzőből jön. A Withered Freddy-hez és a Withered Bonnie-hoz hasonlóan előttünk jelenik meg és gyorsan fel kell venni a maszkot.
- Withered (Sorvasztott) Foxy: Foxy régi modellje. Egyike azon kevés ellenfélnek akire nem hat a Freddy Maszk. Egyetlen védekezés ellene a zseblámpa (öt világítás). A folyosóról támad. Ha sokáig nem világítunk rá, akkor megöl minket.
- Golden Freddy: A legelső animatronic jelmezének hallucinációja. Általában az ötödik éjszakától támad. Ha mellettünk jelenik meg az irodában, akkor gyorsan fel kell venni a Freddy maszkot, ha pedig a folyosón, akkor nem szabad sokáig nézni őt.

Az új generációs állatrobotok, amik sokkal barátságosabb külsejűek:
- Toy (Játék) Freddy: Freddy Fazbear új modellje. Akár az első éjszakán is támadhat. A folyosóról támad. A régi modellekhez hasonlóan gyorsan fel kell venni a Freddy maszkot, amikor megjelenik előttünk.
- Toy (Játék) Bonnie: Bonnie új modellje, immár új, világoskék színnel. A jobb szellőzőből támad.
- Toy (Játék) Chica: Chica új modellje. A szemei és a csőre eltűnik amikor támad. A nyakán van egy evőpánt, "LET'S PARTY!!" felirattal. A bal szellőzőből támad.
- Mangle: Foxy új modellje, akit "szedd szét és rakd össze" attrakciónak használnak. Alkatrészek romhalmaza, aki a plafonon közlekedik. Közeledtét rádiója jelzi. A játék előrehaladtával az egyik legaktívabb robot lesz. A jobb szellőzőből támad. Ha túl sokáig nem világítunk a folyosóra miközben a plafonján lóg akkor szemei feketék lesznek és bejön az irodába . Ha nem vesszük fel a maszkot, akkor bejön az irodába, felmászik a plafonra, majd egy idő után egy harapásos halállal súlyt ránk .
- Balloon Boy: Egy lufiárus robotfiú, akit csak két kamerán lehet látni. Nem öl meg, de ha bejut az irodába, nem használhatjuk a világítást. Ezt úgy akadályozhatjuk meg, hogyha a bal szellőzőben látjuk, akkor felhúzzuk a maszkot és várunk míg elmegy. Ha bejön az irodába, folyamatosan nevet, hogy oda csalja Foxyt.
- Puppet/Marionette: Egy marionettbábú, akit semmi nem állíthat meg, kivéve ha feltekerve tartjuk a zenedobozt. Se a maszk, a világítás nem használható ellene.

A játékban előforduló,rejtélyes hallucinált robotok:
- JJ: Ballon Boy lány változata, az asztal alatt jelenik meg.Nincs hatással a játékmenetre.
- Shadow Freddy: Golden Freddy lila színű változata. A Parts/Service kamerán lehet látni amikor senki nincs ott.
- Shadow Bonnie: Toy Bonnie árnyék változata. Az irodában jelenik meg. Ha megjelenik az irodában befagy a játék.
- Endoskeleton (robotváz): A zenedoboz lejárta után ha fel-és letesszük a kamerát, akkor megjelenik a doboz előtt állva.

Emberek a játékban:
- Jeremy Fitzgerald: A játék főszereplője, őt irányítjuk.
- Phone Guy: Az étteremben dolgozik. Ő beszél nekünk az újranyitás fejleményeiről telefonon, akit Fritz Smithnek hívnak.
- Fritz Smith/Phone Guy: A hetedik éjszakán az éjjeliőr, akit kirúgnak, mert nyúlkált a robotokhoz.
- Purple Guy (William Afton): Az előző éjjeliőr,aki átállította az új robotok rendszerét hogy megtámadják a felnőtteket. A minijátékokból kiderül hogy ő a gyilkos.

## Fordítás
- Ez a szócikk részben vagy egészben  a   Five Nights at Freddy's 2 című angol Wikipédia-szócikk ezen változatának fordításán alapul.  Az eredeti cikk szerkesztőit annak laptörténete sorolja fel. Ez a jelzés csupán a megfogalmazás eredetét és a szerzői jogokat jelzi, nem szolgál a cikkben szereplő információk forrásmegjelöléseként.